# Maria Islands
Ne doit pas être confondu avec Maria Island.
Les Maria Islands, sont deux îlots de Sainte-Lucie situés à Vieux Fort.

## Géographie

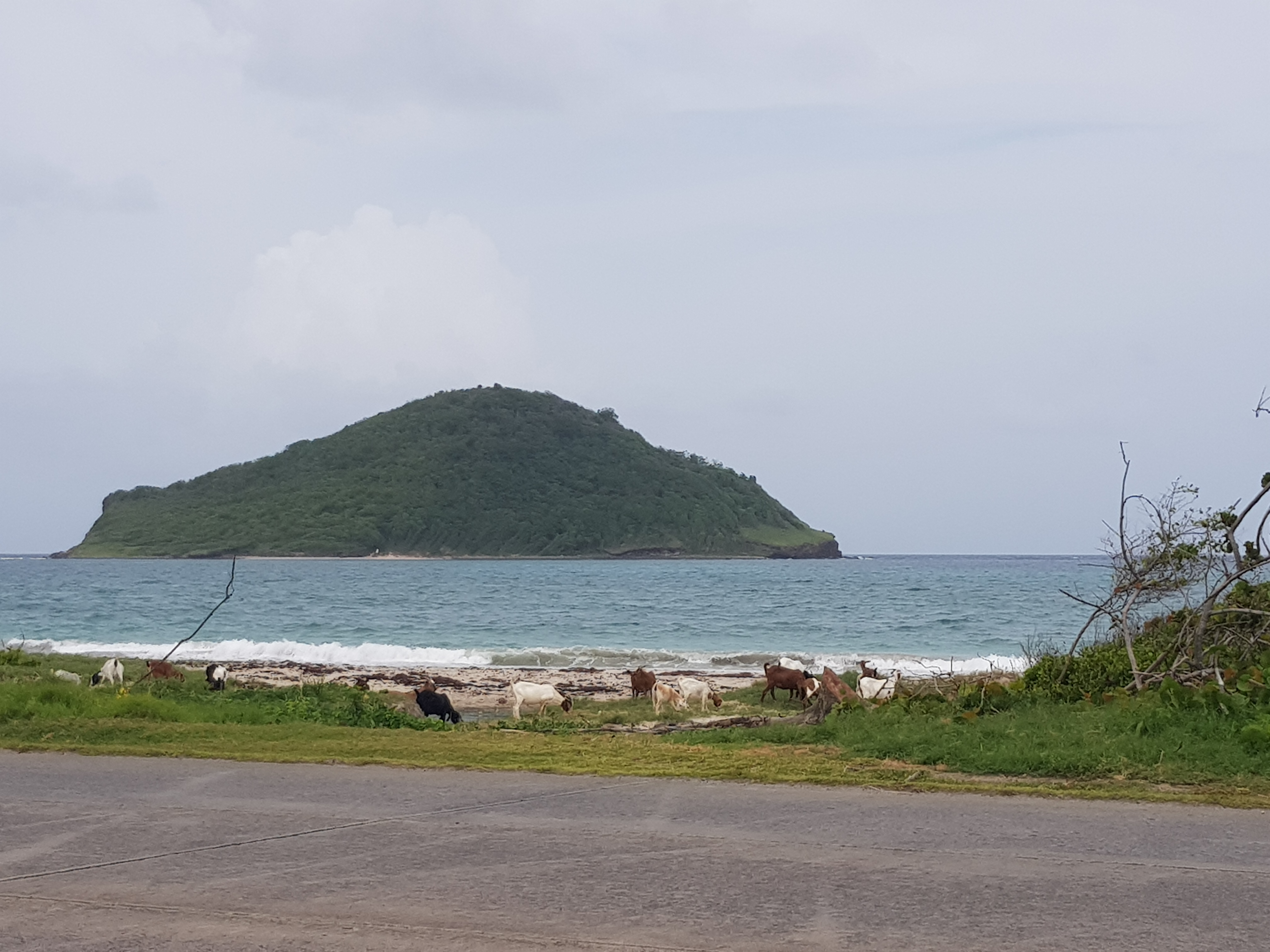
Maria Islands (îlot nord).

Ils s'étendent sur 0,17 km2 et constituent depuis 1982 la Maria Islands Nature Reserve. 
L'ilot du sud s'étend sur environ 489 m de longueur pour une largeur approximative de 321 m et une élévation maximale de 57 m tandis que l'îlot du nord s'étend sur environ 318 m pour une largeur approximative de 126 m.